# Sauris (geslacht)
Sauris is een geslacht van vlinders van de familie spanners (Geometridae), uit de onderfamilie Larentiinae.

## Soorten
- S. abnormis Moore, 1888
- S. acanthina Prout, 1930
- S. angulosa Warren, 1896
- S. angusta Warren, 1905
- S. aroensis Warren, 1903
- S. aspricosta Prout, 1925
- S. atrilineata Warren, 1906
- S. auricula Warren, 1895
- S. basilia Prout, 1958
- S. bicolor Warren, 1896
- S. bigriseata Warren, 1907
- S. brevipalpis Dugdale, 1980
- S. brunnescens Warren, 1896
- S. cinerosa Warren, 1894
- S. cirrhigera Warren, 1897
- S. coalita Prout, 1931
- S. commoni Dugdale, 1980
- S. contorta Warren, 1897
- S. curticornis Warren, 1897
- S. curvicosta Prout, 1928
- S. denigrata Warren, 1897
- S. dentatilinea Warren, 1905
- S. elaica Meyrick, 1886
- S. erigens Prout, 1925
- S. eupitheciata Snellen, 1881
- S. griseolauta Warren, 1906
- S. hirudinata Guenée, 1858
- S. ignobilis Butler, 1880
- S. imbecilla Swinhoe, 1902
- S. improspera Prout, 1931
- S. infirma Swinhoe, 1902
- S. inscissa Prout, 1958
- S. interruptata Moore, 1888
- S. lichenias Meyrick, 1891
- S. lineosa Moore, 1888
- S. lucens Warren, 1899
- S. malaca Meyrick, 1891
- S. marginepunctata Warren, 1899
- S. melanoceros Meyrick, 1889
- S. melanosterna Dugdale, 1980
- S. mellita Prout, 1928
- S. mesilauensis Holloway, 1976
- S. muscosa Rothschild, 1915
- S. nanaria Leech, 1897
- S. nebulosa Dugdale, 1980
- S. nigricincta Warren, 1896

- S. nigrifusalis Warren, 1896
- S. nigripalpata Walker, 1862
- S. oetakwana Prout, 1958
- S. othnia Prout, 1958
- S. pallidipalpis Prout, 1916
- S. pallidiplaga Warren, 1897
- S. parviplaga Warren, 1906
- S. pelagitis Prout, 1933
- S. perfasciata Hampson, 1895
- S. plagulata Bastelberger, 1911
- S. plumipes Dugdale, 1980
- S. poeciloteucta Prout, 1932
- S. preptochaetes Prout, 1929
- S. priva Prout, 1930
- S. proboscidaria Walker, 1862
- S. pupurotincta Galsworthy, 1999
- S. quassa Prout, 1932
- S. rectilineata Dugdale, 1980
- S. rhododactyla Warren, 1906
- S. rubriplaga Warren, 1899
- S. seminigra Warren, 1903
- S. septa Prout, 1929
- S. sinuaticornis Warren, 1896
- S. subfulva Warren, 1905
- S. trifasciaria Leech
- S. triseriata Moore, 1887
- S. turpipennis Warren, 1896
- S. ursula Robinson, 1975
- S. usta Warren
- S. vetustata Walker, 1866
- S. victoria Robinson, 1975
- S. victoriae Galsworthy, 1999
- S. volcanica Butler, 1887
- S. wanda Robinson, 1975
- S. xissa Robinson, 1975